# Gelatinfilter
Gelatinfilter är filter avsedda för fotografering. Filterna saluförs i fotohandeln. Då dessa färgfilter är gjutna av gelatin måste de hanteras med försiktighet utomhus. 